# Moville
Pour les articles homonymes, voir Moville (homonymie).
Moville (en irlandais : Bun an Phobail) est un village du comté de Donegal au nord de l'Irlande et comptant 1 390 habitants en 2022.

## Géographie

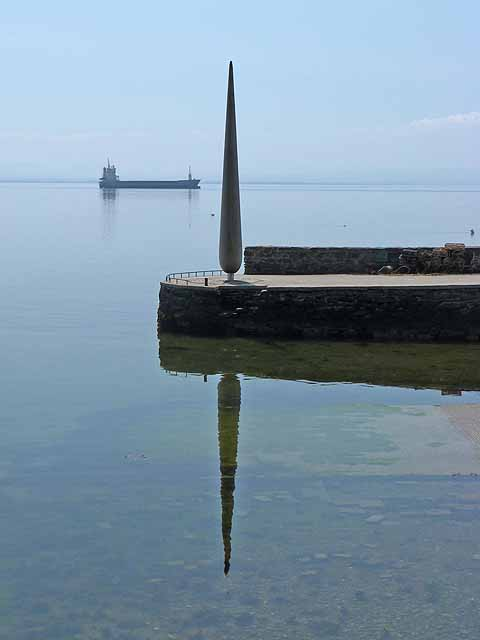
Sculpture The Fid, de Locky Morris, sur la jetée de Moville.

Situé sur les rives ouest de Lough Foyle à environ 28 kilomètres de Londonderry, Moville servit durant la seconde moitié du XIXe siècle de point de départ pour les voyageurs et émigrants vers le Canada et les États-Unis. Les navires de l'Anchor Line et ceux de la voie maritime Glasgow-New York s'arrêtaient souvent à Moville pour y prendre des passagers supplémentaires. Chaque année depuis le début du XIXe siècle, une régate qui attire de nombreux participants y est organisée.
Le maréchal Bernard Montgomery y passa ses vacances dans la maison familiale de New-Park au début de son enfance.

## Personnalité
- Robert Montgomery (1809-1887), administrateur colonial, y est né.
- Marguerite Moore, suffragiste et militante nationaliste